# Usego

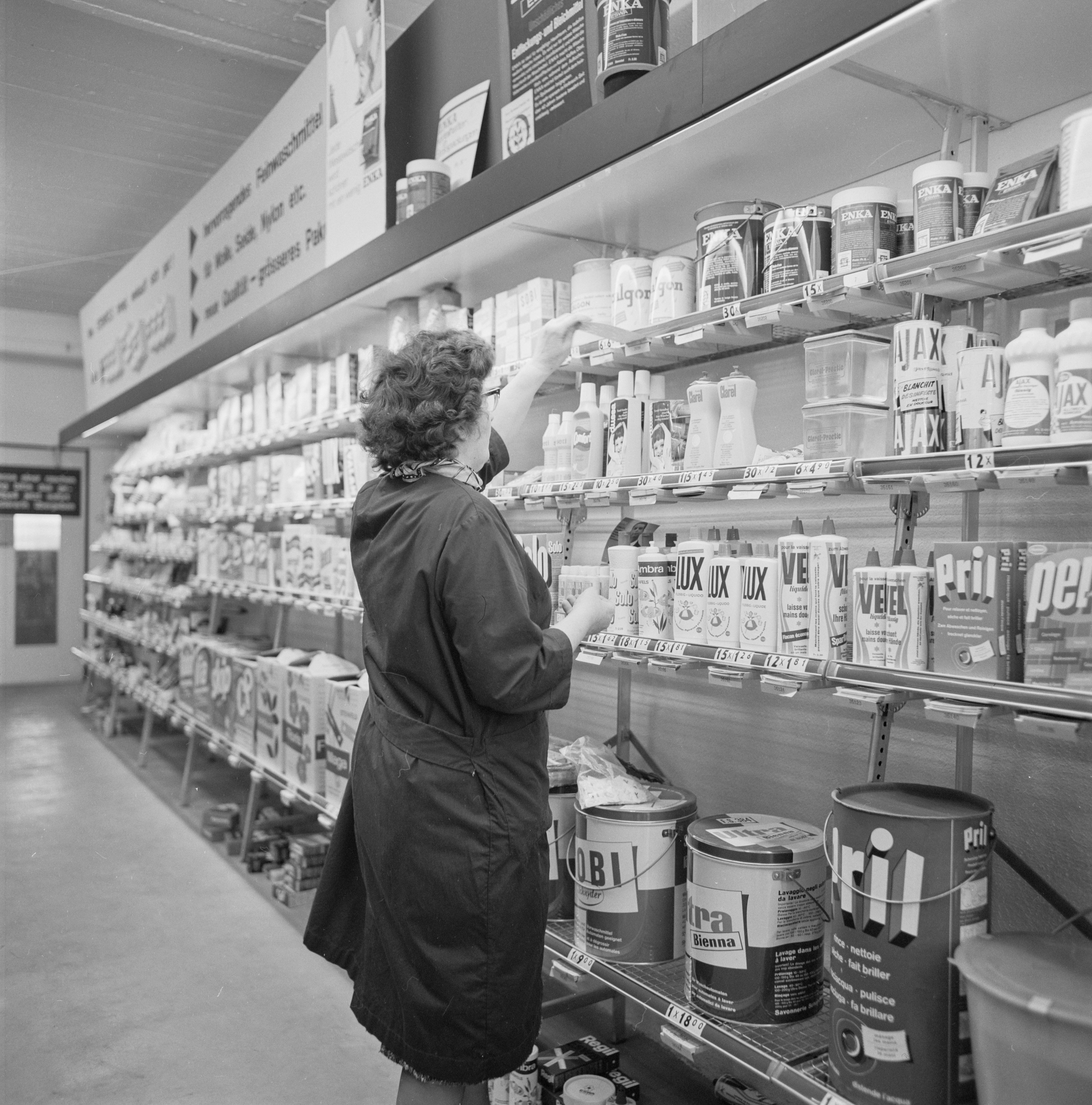
Cash-and-Carry-Laden der Usego, 1964

Die Usego war bis 2003/2005 ein Schweizer Detailhandelsunternehmen. Sie entstand 1907 als zentrales Einkaufs- und Logistikunternehmen der unabhängigen Detailhändler in der Schweiz. Neben den Konsumvereinen (heute Coop) und der viel später gegründeten Migros gehörten die bis zu 4'000 Usego-Läden über Jahrzehnte zum Netz des Detailhandels in der Schweiz. Die meisten selbständigen kleingewerblichen Lebensmittelläden in den Städten und den Landgemeinden bezogen Waren über die Usego.

## Geschichte

Usego-Gebäude in Olten (Ausschnitt aus einem Luftbild von Walter Mittelholzer, 1933)

Die Gründung erfolgte auf Initiative des Kaufmanns Gotthold Brandenberger 1907 in Luzern unter dem Namen Zentralschweizerische Einkaufsgesellschaft Union. 1910 wurde der Sitz nach Olten verlegt und die Umbenennung in Union Schweizer. Einkaufs-Gesellschaft Olten, woraus sich die Kurzform Usego ableitet, vollzogen.
Ab 1910 belieferte die Usego von Olten aus die der Gesellschaft angeschlossenen Detailhändler mit en gros eingekauften Handelswaren, zuerst von einem kleinen Lagerhaus beim Bahnhof Olten aus und ab 1923 von ihrem eigenen grossen Geschäfts- und Lagerhaus an der Eisenbahnlinie Olten-Wangen aus. In diesem Hauptwerk von Fritz von Niederhäusern richtete die Usego 1921 eine eigene Kaffeerösterei ein. In den folgenden Jahrzehnten errichtete die Usego Logistikzentren unter anderem in Lausanne (1930), Winterthur (1937), Landquart (1949), Bironico (1952), Sierre (1957), Lyss (1964), Egerkingen (1965) und Bussigny (1966).
Als erste Eigenmarke wurde ab 1915 eine Schokolade auf dem Markt gebracht. 1931 wurde eine Gewürzmühle übernommen.
Im Jahr 1928 arbeiteten in Olten 143 Leute für Usego. Diese erwirtschaftete einen Jahresumsatz von 63,5 Millionen Schweizer Franken und belieferte über 3960 kleine Geschäfte. Ab 1953 gab Usego die Kundenzeitung du+ich heraus. 1957 wurde im Auhafen Muttenz eine Umschlag- und Lagerhalle eröffnet.
1969 wurde die Genossenschaft in eine Aktiengesellschaft umgewandelt. Zwei Jahre später wurde Waro, ein Betreiber von grossflächigen Supermärkten, von der Usego AG übernommen. Sowohl der Denner-Gründer Karl Schweri als auch der Pick-Pay-Besitzer Beat Curti versuchten in den 1980er Jahren, durch eine Übernahme der Usego eine sogenannte «dritte Kraft im Detailhandel» (neben den beiden Grossverteilern Migros und Coop) zu etablieren. Von 1972 bis 1996 lautete die Firmenbezeichnung Usego-Trimerco Holding (UTH). Durch die Fusion der UTH mit der Hofer & Curti AG 1996 entstand die Usego Hofer Curti AG (UHC). Diese fusionierte 1999 mit der Bon appétit Holding AG, wodurch die Bon appétit Group (BAG) entstand. 2003 wurde Bon appétit von der deutschen Rewe Group übernommen und die Belieferung der unabhängigen Detailhändler – die inzwischen unter den Marken Primo und Vis-à-vis auftraten – eingestellt. Die Usego als rechtliche Einheit wurde 2005 von Rewe liquidiert, die Marken Primo und Vis-à-vis wurden dabei an Volg verkauft.
Im Februar 2022 wurde bekannt, dass die Betriebsverpflegerin Felfel die Markenrechte von Usego übernommen hat.

## Leitung (Auswahl)
- Anton Meyer, Präsident 1912–1921[7]
- Franz Martin Hochstrasser, Verwaltungsratspräsident 1921–1950[8]
- Alfred Gutersohn, Verwaltungsratspräsident 1950–1968[9]
- Paul Bürgi, Verwaltungsratspräsident 1968–[10]
- André Voillat, Direktionspräsident 1969–[11]